# Isamu Noguchi
(Isamu Noguchi)
Isamu Noguchi,  (野口 勇?, Noguchi Isamu) (Los Angeles, 17 novembre 1904 – New York, 30 dicembre 1988), è stato uno scultore, architetto, designer e scenografo statunitense di origine giapponese.

## Biografia

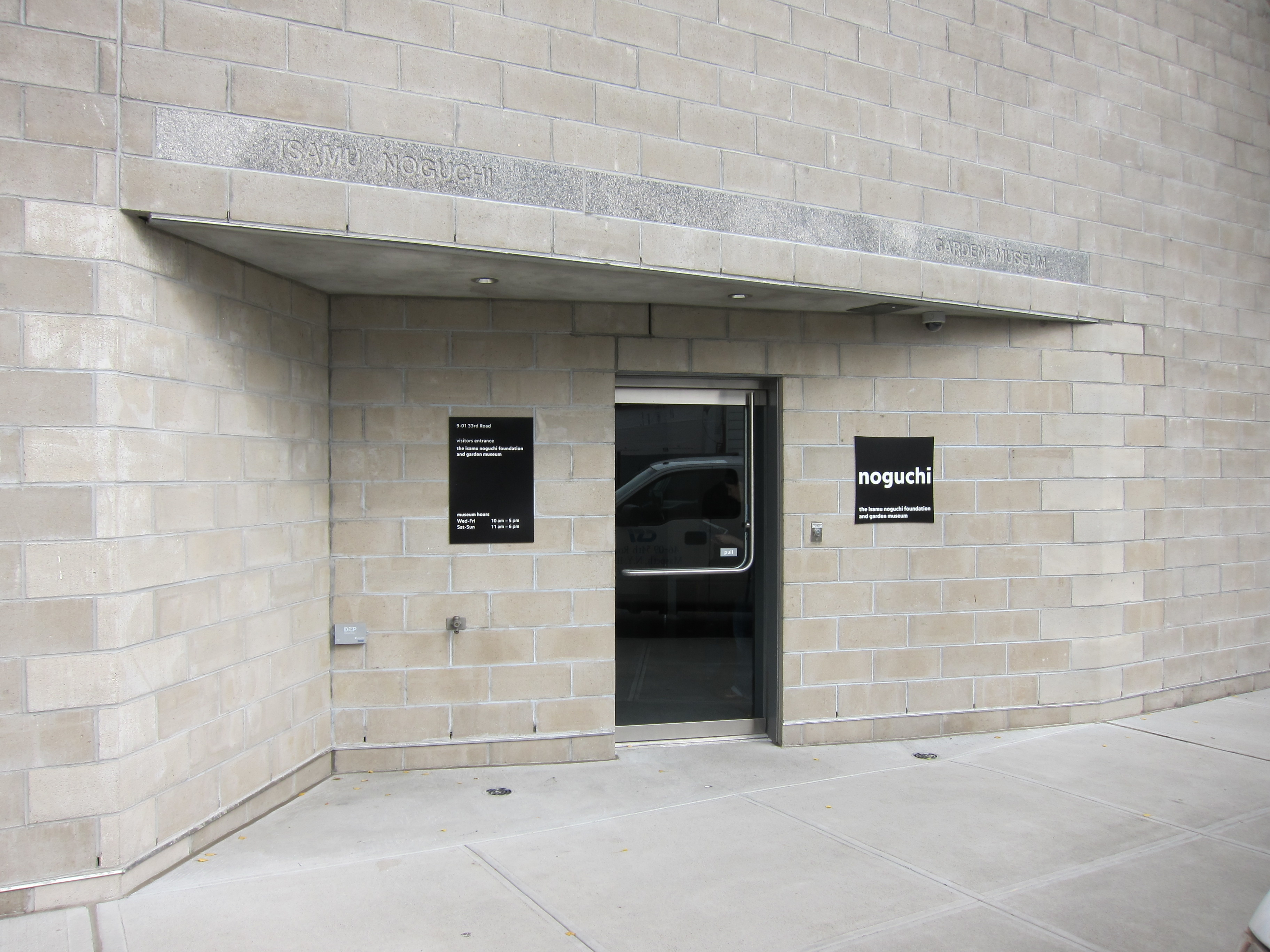
Ingresso del Noguchi Museum a Long Island

Figlio illegittimo di Yone Noguchi, poeta giapponese, e Léonie Gilmour, scrittrice statunitense che ha curato alcune edizioni di molti dei lavori dello stesso Yone Noguchi. Quest'ultimo, però, poco dopo la nascita di Isamu decide di troncare il rapporto con Gilmour, con l'intenzione di sposare una reporter del Washington Post, Ethel Armes; in seguito apprese di Léonie e del loro figlio e quindi anche quest'ultima relazione di Yone fallì in pochi mesi, quando lui era già tornato in Giappone e l'attendeva per sposarla. A questo punto decide di tornare con Gilmour, invitandola a vivere lì con lui con loro figlio; inizialmente rifiutò, per poi riconsiderare l'invito e partire, nel 1907, alla volta di Tokyo. Solo al loro arrivo, venne, finalmente, dato al bambino il nome di Isamu (勇, "coraggio"). Tuttavia, nel frattempo Yone aveva trovato moglie in Giappone, quindi fu quasi sempre assente nell'infanzia di Isamu. Dopo l'ennesima separazione i due si spostarono diverse volte nel paese del Sol Levante, fino a quando nel 1912, a Chigasaki, nacque sua sorella Ailes Gilmour, da padre ignoto, destinata a diventare una delle più importanti ballerine americane del XX secolo.

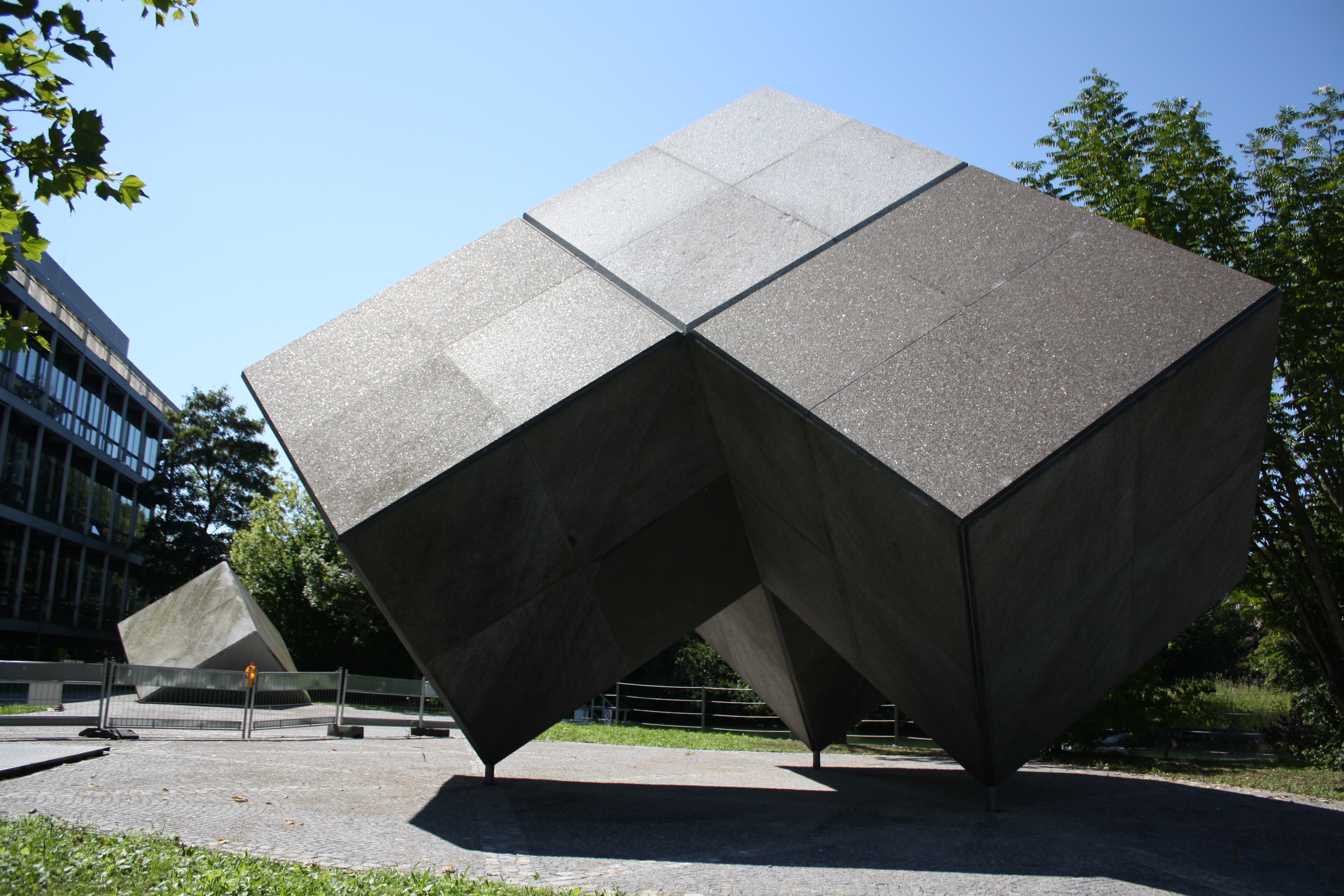
Zwillingsplastik Monaco di Baviera

Nel 1918 Isamu, torna negli USA, più precisamente in Indiana, per studiare alla Rolling Prairie; trasferitosi poi alla La Porte High School, si diplomò nel 1922. Divenuto assistente del direttore della scuola Leonardo da Vinci di New York, i suoi interessi iniziano a volgersi verso la scultura, tanto che, nel 1927, vince una borsa di studio della Solomon R. Guggenheim Foundation, che lo porterà per due anni a Parigi per studiare con Constantin Brâncuși. Dopo questa esperienza, viaggia per la Cina e per il Giappone studiando l'"arte" dei giardini zen e sperimentando la ceramica e il disegno calligrafico. Espone per la prima volta a New York nel 1928 e di nuovo in Giappone nel 1930; tuttavia la prima importante commissione arriva soltanto nel 1936, anno in cui viene eretto a Città del Messico il suo Storia del Messico, un muro in cemento colorato, raffigurante in rilievo anche alcuni dei simboli più importanti della storia moderna (dalla svastica nazista, all'equazione E=mc²). A partire dal 1935 ha collaborato diverse volte con la danzatrice e coreografa americana Martha Graham per le scenografie delle sue creazioni. In Messico, negli anni quaranta, fu ospite dell'amico Wolfgang Paalen, con il quale condivise l'interesse per l'antica civiltà degli Olmechi.
Nel 1968, in occasione dell'XI Festival dei Due Mondi, sulla scia del successo di Sculture nella città, mostra a cielo aperto a Spoleto, volle offrire alla città una sua proposta affidando agli architetti Buckminster Fuller e Shoji Sadao la realizzazione di un suo progetto,Octetra, un gioco per bambini e allo stesso tempo un'opera d'arte, in cemento dipinto di rosso. Nel corso della sua vita riceverà numerosi riconoscimenti, per citarne alcuni: primo premio all'Art Institute of Chicago (1959), laurea honoris causa all'Università dell'Indiana (1971) e alla University of Southern California di Los Angeles (1974); membro dell'American Academy of Arts and Letters e dell'Architectural League of New York. Nel 1985 fu inaugurato a Long Island il Noguchi Museum, gli viene dedicata una sala alla Biennale di Venezia nel 1986 e nel 1988, anno della sua morte, viene insignito del terzo ordine del sacro tesoro dal governo giapponese.

## Stile

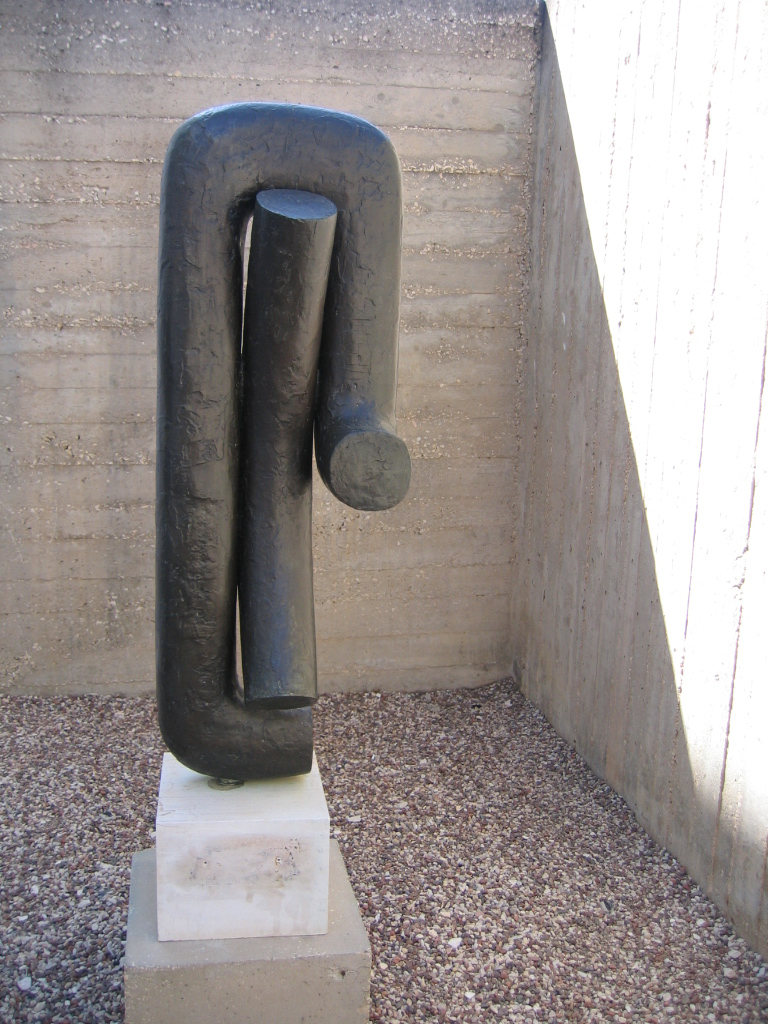
Heimar (1968)

Noguchi maturò la sua opera innanzitutto partendo dai materiali; inizialmente per le sue sculture (di una forte semplicità formale), utilizzava esclusivamente il metallo, ma, durante il periodo della guerra, allargò i suoi confini spaziando talvolta anche in materiali inusuali come la pietra, il legno e l'osso. La svolta, però, avviene nel dopoguerra, quando, entrato in contatto con l'Ikebana, crebbe il suo, già presente, interesse verso i giardini zen; da qui, la sua apertura verso l'arte monumentale.
Difatti, tornato negli USA, intraprese una sperimentazione di tipo "naturalistico", e negli anni a venire diventerà noto a livello mondiale per i suoi progetti di spazi pubblici (gli verrà commissionato anche il Giardino della pace, per la sede centrale, a Parigi, dell'UNESCO). Si è imposto nella scena artistica internazionale, anche come scenografo, allestendo la prima dell'Orpheus di Stravinskij e lavorando con compagnie come, ad esempio, quella di Martha Graham.

## Opere di rilievo
- "Zwillingsplastik", 1972, Monaco di Baviera